# Сенаторов, Василий Юрьевич
Сенаторов Василий Юрьевич (Москва, 11 августа 1955) — советский и российский журналист, издатель, предприниматель, меценат. Соучредитель компаний «Периодика. Трейдинг. Сервис», группы компаний «Дубль В», издательства «АЯКС-пресс». Издатель яхтенного журнала «YACHT Russia». Победитель и призёр многих международных регат, многократный призёр Чемпионатов России в классе яхт «Дракон», мастер спорта международного класса по парусному спорту. Свободно владеет немецким и английским языками.

## Биография
Родился в 1955 году в Москве, в семье инженеров. Закончил в 1972 году математическую школу № 444. Поступил в Московский институт стали и сплавов на факультет металлофизики, после окончания двух курсов был направлен по договору об обмене студентов для продолжения учёбы в ГДР, в Горно-металлургическую академию в г. Фрейберг (Bergakademie Freiberg). Закончил с отличием (удостоен высшей награды Академии медали Агриколы) в 1977 г. по специальности «Производство редких, цветных металлов, золота и полупроводниковых материалов». В том же году получил диплом об окончании Института немецкого языка им. Гердера.
По возвращении был призван на действительную военную службу в войска ПВО. Демобилизован в 1979.
Ещё во время учёбы в Германии заинтересовался журналистикой, стал печататься в советской прессе. По возвращении из армии поступил на работу научным редактором немецкой редакции в издательство «Мир». Редактировал книги научно-популярного содержания на немецком языке.
В 1984 году окончил факультет журналистики МГУ им. Ломоносова. Был приглашён на работу в журнал «Олимпийская панорама» на должность члена редколлегии — руководителя отдела международного спорта. Много писал для газет и журналов: «Советский спорт», «Правда», «Вокруг света», «За рубежом» и в другие издания репортажи и очерки на темы международного спорта, путешествий и культуры.
В 1989 был отобран для участия во II Советской Гималайской экспедиции в качестве «Радиста-переводчика» (фактически эта была работа корреспондента).
Результатом экспедиции стал первый в истории альпинизма траверс всех четырёх вершин Канченджанги (третья гора в мире — 8586 м) с совокупным балансом 85 человеко-восхождений на восьмитысячники без единой аварийной ситуации или травмы.
Во время экспедиции Сенаторов провёл более двух месяцев в базовом лагере на высоте 5500 метров, передавая репортажи в советскую прессу. Главным результатом журналистской работы стал выпуск книги «Траверс».
После возвращения из Непала был приглашён на работу в ВО «Внешторгиздат» руководителем направления периодических изданий. Вместе с американским издательством RODALE Press создал совместное предприятие «PTS» для выпуска журнала «Новый фермер» и книг соответствующей тематики.
В 1991 году по просьбе руководства Федерации альпинизма СССР возглавил 1-ю Московскую Гималайскую экспедицию на Аннапурну-1 по Южной стене. Четверо участников взошли на вершину по маршруту Боннингтона.
По возвращении на Родину создал вместе с Василием Елагиным фирму «Дубль В». Группе компаний «Дубль В» принадлежит производственно-складской и офисный центр в городе Котельники Московской области. Здесь содержатся и проходят подготовку к печати более 30000 единиц хранения.
Предприятие имеет сеть из 12 филиалов в России и бывших советских республиках, занимается розничной торговлей бумагой через сеть магазинов «Мир бумаги». К 25-летию «Дубль В» Сенаторов написал и издал книгу об истории бизнеса «От первого лица».
В 1994 году партнёры вышли на книжный рынок. Была издана серия путеводителей «Полиглот» (по лицензии немецкого издательства Langenscheidt). На этой основе чуть позже было создано географическое издательство «АЯКС-пресс». Серия путеводителей постоянно актуализируется, насчитывает более 180 наименований из которых четверть подготовлены российскими авторами и посвящены регионам России и ближнему зарубежью. «Аякс-пресс» выпускает также книги для детей, беллетристику и труды по современной истории.
В 2008 году Сенаторов начал издавать парусный журнал «YACHT Russia». Журнал выходит по лицензии немецкого журнала DIE YACHT (основан в 1904 г.). Богато иллюстрированное издание публикует материалы о наиболее интересных чартерных маршрутах в мире и России, тесты новых моделей яхт, практические советы шкиперам и владельцам лодок, отчёты о путешествиях, исторические очерки, полемические статьи о развитии парусного спорта в мире и стране. К 300-летию Российского парусного спорта редакция подготовила энциклопедическое издание на эту тему.
С 2009 года журнал проводит Национальную премию «Яхтсмен года». Премия созданна по образу и подобию Sailor of the year, проводимой международной федерацией парусного спорта World Sailing. Её почётными гостями были президенты WS Карло Кроче и Ким Андерсон.
YACHT Russia выпустил десятки книг по парусному спорту, учредил Академию парусного спорта, флот которой базируется в Гранд-Марине города Сочи.

## Общественная деятельность
В 1975-1977 году избирался Президентом международного студенческого комитета Фрейбергской горной академии.
В 1998 году вместе с руководителями российских компаний по оптовой торговле бумагой, картоном и материалами для печати был соучредителем Некоммерческого партнёрства (Ассоциации) «Союз бумажных оптовиков», которое возглавлял как Президент более 20 лет.
В 2012—2016 годах Президент Российской ассоциации класса «Дракон», в 2013—2016 годах заместитель Председателя международной ассоциации класса «Дракон» (International Dragon Association, сокращённо IDA), в 2016—2019 — Председатель IDA. Это первый и пока единственный случай избрания россиянина на пост председателя международного класса. (Класс «Дракон» был сконструирован в 1929 яхтенным мастером норвежцем Анкером, с 1948 по 1972 годах был олимпийским классом, широко распространённым по всему миру, а том числе и в СССР, в конце 1970-х годов пережил второе рождение благодаря энтузиазму датских яхтсменов и членов королевских семей Европы).
В 2019 г. в ознаменование 90-летия «Дракона» Международная ассоциация класса «Дракон» (IDA) и яхт-клуб Сан-Ремо организовали и провели самую массовую регату за последние 15 лет. На итальянском курорте на старт вышли
162 экипажа яхт.

## Спортивные достижения
Василий Сенаторов победитель и призёр многих международных регат, многократный призёр Чемпионата России в классе «Дракон», мастер спорта международного класса.

## Меценатство
В 2005 году Сенаторов стал личным тренером и главным спонсором российской яхтсменки Екатерины Скудиной по её просьбе. В классе «Инглинг» российский экипаж выиграл под его руководством несколько этапов Кубка мира, спортсменки стали чемпионками Европы, призёрами предолимпийской регаты в Циндао, участниками Летних Олимпийских игр 2008 года, на которых заняли 6-е место.
Сенаторов продолжал спонсировать подготовку экипажа в следующем олимпийском цикле в новом классе «Эллиот-6м» в дисциплине Женский матч-рейс. И здесь команда смогла завоевать титул чемпионок Европы, выиграть также несколько этапов Кубка мира и другие престижные регаты, стать серебряным призёром предолимпийской недели в Веймуте. На Играх 2012 года команда заняла 4 место.
В 2016—2019 гг. Василий Сенаторов и ГК «Дубль В» спонсировали участие российского яхтсмена Игоря Зарецкого в регате Golden Globe Race 2018 — кругосветной безостановочной гонке одиночек в ознаменование 50-летия знаменитой GGR-68.
ГК «Дубль В» уже более 20 лет проводит Кубок по горным лыжам для полиграфистов и издателей.
Кроме этого ГК «Дубль В» спонсировала несколько гималайских экспедиций, а также «Морскую ледовую автомобильную экспедицию». На вездеходах «Емеля» участники этой экспедиции под руководством Василия Елагина первыми в мире достигли Северного полюса, а также совершили Северную кругосветку через полюс, север Канады, Аляску и Чукотку.

## Интервью
- Яхтсмен и издатель Василий Сенаторов. Яхтинг от первого лица. 2020 год. Часть первая. 50 мин.
- Яхтсмен и издатель Василий Сенаторов. Яхтинг от первого лица. 2020 год. Часть вторая. 1 час 16 мин.

## Награды
- Медаль ордена «За заслуги перед Отечеством» II степени. 2018 год

## Семья
Брат — Михаил Сенаторов (1951 года рождения)